# Gult fagforbund
Betegnelsen gult fagforbund anvendes normalt om lønmodtagerorganisationer, der optræder i konkurrence med den mere etablerede fagbevægelse. Et andet navn er ideologisk alternative fagforeninger. De står uden for de traditionelle hovedorganisationer FH og AC.
Typisk adskiller de sig fra de traditionelle fagforeninger ved ikke at anerkende en grundlæggende interessekonflikt mellem arbejdsgiver og lønmodtager og ved at have ingen eller meget få overenskomster. Selve navnet gul fagforening menes at komme fra fransk. Betegnelsen anvendes både af de gule fagforeninger selv og som en negativ betegnelse fra den konkurrerende, etablerede fagbevægelses side.

## Typiske forskelle på etablerede og gule fagforeninger
Gule fagforeninger indgår i modsætning til den traditionelle fagbevægelse sjældent overenskomster og har kun i enkelte tilfælde tillidsrepræsentanter på arbejdspladserne, hvor deres medlemmer er repræsenteret. Samtidig går de typisk ikke ind for strejkeretten. De gule organisationer er historisk kendt for at være politisk uafhængige – det vil sige, at de ikke støtter politiske partier i modsætning til især LO, der historisk har haft en tæt tilknytning til Socialdemokratiet. De ofte lavere kontingenter af en gul fagforening afspejler deres mere begrænset aktivitet for medlemmernes interesse ved fx ikke at indgå i politisk aktivitet.
De gule foreninger samler typisk medlemmer inden for mange faglige områder i et enkelt forbund i modsætning til de traditionelle fagforeninger, der - som navnet antyder - typisk organiserer folk inden for ét bestemt fag i hvert fagforbund. Derudover har en del gule fagforeninger også selvstændige som medlemmer og er dermed ikke rene lønmodtagerorganisationer.
Kristelig Fagforening hævder, at noget af deres værdi ligger i at have et mere kristeligt syn på arbejdslivet.

## Medlemsfremgang
Især siden midten af 1990'erne har de gule fagforeninger oplevet en betydelig medlemstilgang, og de organiserer i dag knap 9 % af de beskæftigede. Blandt årsagerne til medlemstilgangen nævnes de lavere priser, manglende faglig identitet hos især unge, der træder ind på arbejdsmarkedet, og hos nogle et bevidst ideologisk valg. Indførelsen af tværfaglige a-kasser i 2002 og begrænsningen af fradragsret for fagforeningskontingenter til 3000 kr. fra 2011, der især har ramt den traditionelle fagbevægelse, der har de højeste kontingenter, har også hjulpet de gule fagforeninger i konkurrencen.

## Kritik af gule fagforbund
Kritikere mener, at de gule fagforeninger lukrerer på de traditionelle fagforeningers arbejde med at forhandle og administrere overenskomsterne i Danmark. Det skyldes, at de gule foreningers medlemmer ofte tager udgangspunkt i de samme overenskomster, som de traditionelle fagforeninger og arbejdsgiverne har forhandlet på plads, men uden at have betalt for arbejdet med forhandlingerne og konfliktløsningssystemet, som kan anses for en forudsætning for forhandlingsresultaterne. Derudover påpeges det, at lønmodtagerne står svagere, hvis en fagforening ikke er parat til at tage kampskridt over for arbejdsgiverne. Endelig kan det give problemer på arbejdspladsen, når tillidsvalgte skal forsøge at repræsentere alle medarbejderne, der både omfatter gule, uorganiserede og medlemmerne af den overenskomstbærende fagforening.
Kritikere fremfører derudover, at de gule forbund på grund af deres mangel på faglige specialisering ikke er lige så godt udrustet som de traditionelle til at varetage de enkelte faggruppers interesser.
Nogle arbejdsmarkedseksperter vurderer, at den stigende tilslutning til de gule fagforeninger med færre medlemmer af overenskomstbærende organisationer til følge kan svække den samlede fagbevægelse og formindske legitimiteten af den danske model for arbejdsmarkedet.

## Eksempler på gule fagforbund
Danmarks ældste gule fagforbund er Kristelig Fagforening. Andre eksempler er Det Faglige Hus, Frie Funktionærer, Business Danmark og Danmarks Frie Fagforening.
Der er dog andre fagforbund end dem, man traditionelt betegner som gule, der også står udenfor hovedorganisationer. Det drejer sig bl.a. om Dansk Journalistforbund.